# ニューエイジ・ミュージック
ニューエイジ・ミュージック (New-age music) とは、1960年代のヒッピー・カルチャーにルーツを持ち、1980年代に世界的に流行したポピュラー音楽のジャンルである。日本では「癒し系音楽」として分類されることがあり、2000年に〜the most relaxing〜 feelやimageと言ったコンピレーション・アルバムがミリオンセラーを記録している。

## 概要・定義
クラシックやポップス、ジャズなど多様な要素をミックスしたような特徴を持ち、環境音楽、ヒーリング・ミュージック、ワールドミュージック、イージー・リスニングなどの音楽と、多くの共通点を持つ。これらの音楽とレコード店のジャンルの分類の際に、混同されることも多い。実際にCDショップやレコード業者の都合で、他ジャンルの棚に並べられていることもある。曲が芸術的インスピレーションやリラクゼーション、瞑想、オプティミズムを助ける目的や、音楽療法、ヨガなどに使用されることを前提として作曲されていることもある。主にシンセサイザーやピアノなどのインストゥルメンタルで演奏される場合が多い。楽曲によっては人の声を使用する曲もある。
ポップスと比較すると、自然、風景、旅、環境、宇宙、生命などから連想される詩的な世界をテーマにした作品が多く、いくつかの曲では自然の収録音が用いられることもある。背景の自然音や主旋律のボーカル・楽器を除けば、殆どが抽象音で構成される内省的な音楽であり、特にシンセサイザーの音色は作品中でリスナーに多様なイメージを喚起する重要や役割を担っている。神聖さを演出するため、ハーモニーには教会旋法や協和音が用いられる楽曲も多い。急な切り替わりによる精神的な負荷を避けるため、長時間を掛けて徐々に楽曲が展開するミニマル・ミュージック的な観点で作られることが多く、メロディは幾度も繰り返される様式が多い。ミニマル感により催眠感が形成されるとする楽曲もある。一部のニューエイジ・ミュージックはニューエイジ・ムーブメントと関連付けられるが、すべてのニューエイジ・ミュージックにニューエイジ・ムーブメントとの直接的な関連があるわけではない。

## 歴史
ニューエイジ音楽は、聴く人をリラックスさせ、ポジティヴな感情を与えたり、残響に沿ったメロディが特徴の音楽である。1960年代後半から、ヨーロッパおよびアメリカで、ヒッピー運動の影響を受け自然回帰願望を持った人々を対象として、実験的な癒やしの音楽として始まった。1970年代から、ブライアン・イーノが提唱したアンビエント・ミュージックや環境音楽に刺激を受け、より多くの楽曲が活発に作られるようになっていく。そして、ウィリアム・アッカーマンが主宰するウィンダム・ヒル・レコードが1976年に活動を開始し、多くのニューエイジ系アーティストを輩出したことで、1980年代を通してニューエイジ・ミュージックの大衆化と進化が急速に進んだ。日本では、喜多郎などが先駆けとして活動するようになる。1981年に、マウンテンビューのタワー・レコードが初めて「ニューエイジ」を音楽市場のジャンルに加え、1985年から本格的にジャンルとしてニューエイジが広まった。1986年度からグラミー賞にニューエイジ部門が設けられ、記念すべき最初の受賞者となったのは、スイス出身のアンドレアス・フォーレンヴァイダーである。その他にも、エンヤ、ジョージ・ウィンストン、クラナド、ウィリアム・アッカーマンなどのアーティストが受賞しており、日本人の受賞者には喜多郎がいる。
作風からは想像が付きにくいが、アコースティック楽器では出せない幻想的な音を実現するために、作品制作に用いられる手法は現代音楽から借り受けた手法が多く、自然回帰を謳いながら電子楽器や先進的な録音技術も多用する。1970年代から既にシンセサイザーとテープ録音の加工を中心とした制作手法が取られ、1980年代に入ってからは、クリアな音の質感の追求と緻密な音声の加工のために機材のデジタル化も急速に進んで行った。ジャンル流行期の1980年代末には、出始めたばかりのPCM音源 (Roland D-50、CASIO FZ-1、KORG M1)、サンプラー、デジタルレコーディング、ハードディスクレコーディング等を駆使して楽曲が制作される程に先進的であった。例えばエンヤは1980年代後半にデジタルシンセに加えて144chのデジタルMTRを2台も導入して、極端な多重録音により神々しいボーカルを作り出し、エニグマは1990年以前にハードディスクレコーディングを導入して、グレゴリオ聖歌のサンプリングを行っている。何れも、十秒程度のサンプリングを行える機材すら高価であったデジタル機器黎明期の当時において、圧倒的に先進的かつ複雑かつ高価な手法で、2000年代後半以降に普及したDAWで行うようなワークフローを力技で実現していた事になる。

## 日本のニューエイジ音楽
前述の通り、先駆者として喜多郎がいる。1980年に喜多郎がNHK特集「シルクロード 絲綢之路」のテーマとして作曲した『シルクロードのテーマ（絲綢之路）』は喜多郎を一躍有名にした。
2001年にはグラミー賞の最優秀ニュー・エイジ・アルバム賞を受賞している。
2008年には太鼓演奏者中村浩二が最優秀ニュー・エイジ・アルバム賞を受賞している。
その他、姫神が日本の東北地方の民謡や自然環境等を参考にしたニューエイジ音楽を作っている。

## 代表的なアーティスト（50音順）
- アディエマス
- アンドレ・ギャニオン
- ヴァンゲリス
- エニグマ
- エンヤ
- 神谷操
- 喜多郎
- ケルティック・ウーマン
- 坂本龍一
- サラ・ブライトマン
- シークレット・ガーデン
- ジャン・ミッシェル・ジャール
- ジョージ・ウィンストン
- ジョージア・ケリー
- イミー・ウーイ
- タンジェリン・ドリーム
- ディープ・フォレスト
- デレリアム
- 西村由紀江
- ハンス・ジマー
- 久石譲
- 姫神
- 平沢進
- ヒラリー・スタッグ
- ブライアン・イーノ
- ポール・ロイド・ワーナー
- マイケル・ナイマン
- マイク・オールドフィールド
- Michi/michimemoir
- ロジャー・イーノ